# Uroczyska Lasów Janowskich
Uroczyska Lasów Janowskich (PLH060031) – projektowany specjalny obszar ochrony siedlisk, aktualnie obszar mający znaczenie dla Wspólnoty, obejmujący część Lasów Janowskich i Lasów Lipskich o łącznej powierzchni 34 544,25 ha. Jest położony na granicy województw: podkarpackiego (powiat niżański i stalowowolski) i lubelskiego (powiat janowski i biłgorajski).

## Typy siedlisk przyrodniczych
W obszarze występuje 21 typów siedlisk z załącznika I dyrektywy siedliskowej, wśród których można wymienić następujące:
- grąd Tilio-Carpinetum
- bagienny bór sosnowy Vaccinio uliginosi-Pinetum
- wyżynny jodłowy bór mieszany Abietetum polonicum
- łąki świeże
- łąki zmiennowilgotne
- torfowiska wysokie i przejściowe

## Fauna
Świat zwierzęcy reprezentuje m.in. 16 gatunków z załącznika II dyrektywy siedliskowej:
- wilk Canis lupus
- czerwończyk nieparek Lycaena dispar
- modraszek telejus Phengaris teleius
- modraszek nausitous Phengaris nausithous
- trzepla zielona Ophiogomphus cecilia
- zalotka większa Leucorrhinia pectoralis
- różanka pospolita Rhodeus sericeus amarus
- głowacz białopłetwy Cottus gobio
- piskorz Misgurnus fossilis
- kumak nizinny Bombina bombina
- traszka grzebieniasta Triturus cristatus
- bóbr europejski Castor fiber
- wydra Lutra lutra
- mopek zachodni Barbastella barbastellus
- nocek Bechsteina Myotis bechsteinii
- nocek duży Myotis myotis

## Inne formy ochrony przyrody
Około 72% powierzchni obszaru leży w granicach Parku Krajobrazowego Lasy Janowskie. W obrębie obszaru znajduje się 6 rezerwatów przyrody: Jastkowice, Lasy Janowskie, Imielty Ług, Szklarnia, Kacze Błota i Łęka.